# Circuito Internacional de Vila Real
El Circuito Internacional de Vila Real es un circuito urbano de 4600 metros de extensión, ubicado en Vila Real, Portugal.
Fue inaugurado en el año 1931 con una carrera de 20 vueltas sobre un recorrido de 7150 metros, con la participación de 10 pilotos, de entre los que resultaría ganador Gaspar Gameiro.
Se correrían carreras en él hasta el año 1939, año en el que fueron interrumpidas debido al comienzo de la II Guerra Mundial.
Actualmente, su trazado tiene como particularidad que la parrilla de salida es totalmente recta pero la línea de carrera no es sobre la parrilla de salida, sino que en lugar de transitar por la recta de meta se hace un recorrido por una curva triple a la altura de la misma.
Todo el circuito es accesible a pie, teniendo únicamente cuatro zonas con gradas, que corresponden a la recta/curva triple de meta, la curva 6 (curva do Boque), y la zona baja del circuito que corresponde a las curvas 20, 21, 22 (curvas da Araucária) y 23.
El último evento disputado correspondió a la 54º edición del Circuito Internacional de Vila Real, entre los días 4 y 6 de julio de 2025. Fue un evento FIA perteneciente al TCR World Tour junto con sus categorías soporte (CPVCL 1300, CPVL, CPVSL y el Campeonato de Portugal de Velocidad)

## Ganadores

### Campeonato Mundial de Turismos
| Año     | Piloto            | Equipo                |
| ------- | ----------------- | --------------------- |
| 2015    | José María López  | Citroën Total WTCC    |
| 2015    | Ma Qing Hua       | Citroën Total WTCC    |
| 2016    | Tom Coronel       | ROAL Motorsport       |
| 2016    | Tiago Monteiro    | Castrol Honda         |
| 2017    | Mehdi Bennani     | Sébastien Loeb Racing |
| 2017    | Norbert Michelisz | Honda Racing Team JAS |
| Fuente: |                   |                       |

### Copa Mundial de Turismos
| Año     | Piloto            | Equipo                      |
| ------- | ----------------- | --------------------------- |
| 2018    | Yvan Muller       | YMR                         |
| 2018    | Mat'o Homola      | DG Sport Compétition        |
| 2018    | Thed Björk        | YMR                         |
| 2019    | Norbert Michelisz | BRC Hyundai N Squadra Corse |
| 2019    | Mikel Azcona      | PWR Racing                  |
| 2019    | Tiago Monteiro    | KCMG                        |
| Fuente: |                   |                             |